# Arqueiro Verde: O Espírito da Flecha
Arqueiro Verde: O Espírito da Flecha (no original, em inglês: Green Arrow: Quiver) é um arco de histórias em quadrinhos publicada pela DC Comics, em Green Arrow (vol. 3) #1-10. Escrita por Kevin Smith e ilustrada por Phil Hester e Ande Parks, traz o personagem Arqueiro Verde de volta à vida.
A edição encadernada do arco foi indicada em 2003 ao prêmio de "melhor livro para jovens", oferecido pela American Library Association.

## Enredo
A história trata do retorno de Oliver Queen ao mundo dos vivos (ele havia morrido em uma explosão), graças a uma ajuda de Hal Jordan, que era o Espectro na época.

## Publicação da série no Brasil
O arco foi publicado pela Panini Comics entre novembro de 2002 a fevereiro de 2003 nas edições 1 à 5 da minissérie Arqueiro Verde - O espírito da flecha.
Inicialmente, eram previstas apenas as cinco primeiras edições, que no total publicariam as dez primeiras edições da série original americana, correspondente ao arco Quiver. Porém, a revista é continuada no mesmo ano, publicando a conclusão da fase escrita por Kevin Smith.
O arco foi republicado em dois volumes capa dura pela editora Eaglemoss, na Coleção DC de Graphic Novels.